# Ligne 4 du tramway de Montpellier
Pour les articles homonymes, voir Ligne 4.

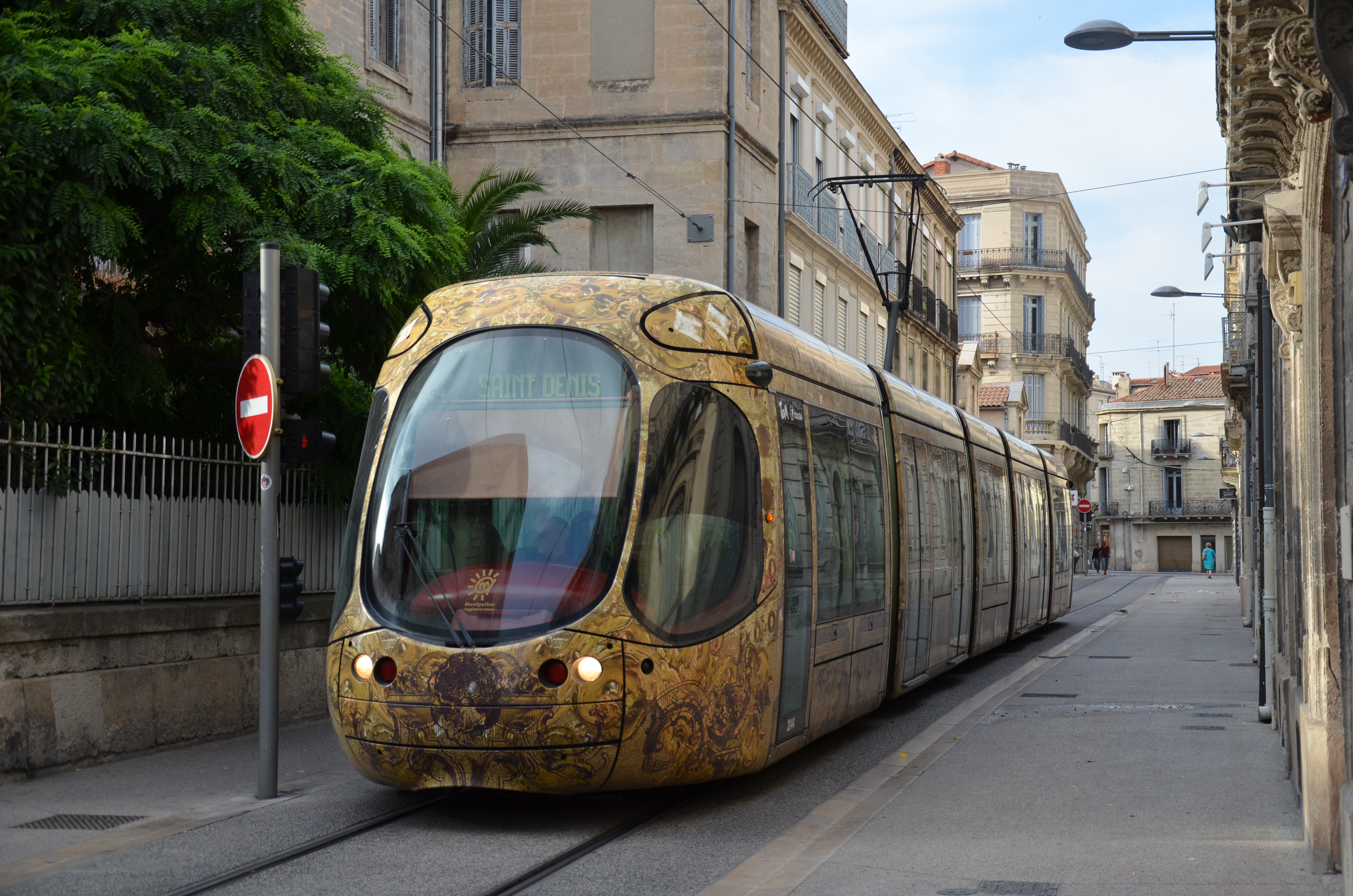
Rame Citadis 302 de la ligne 4.

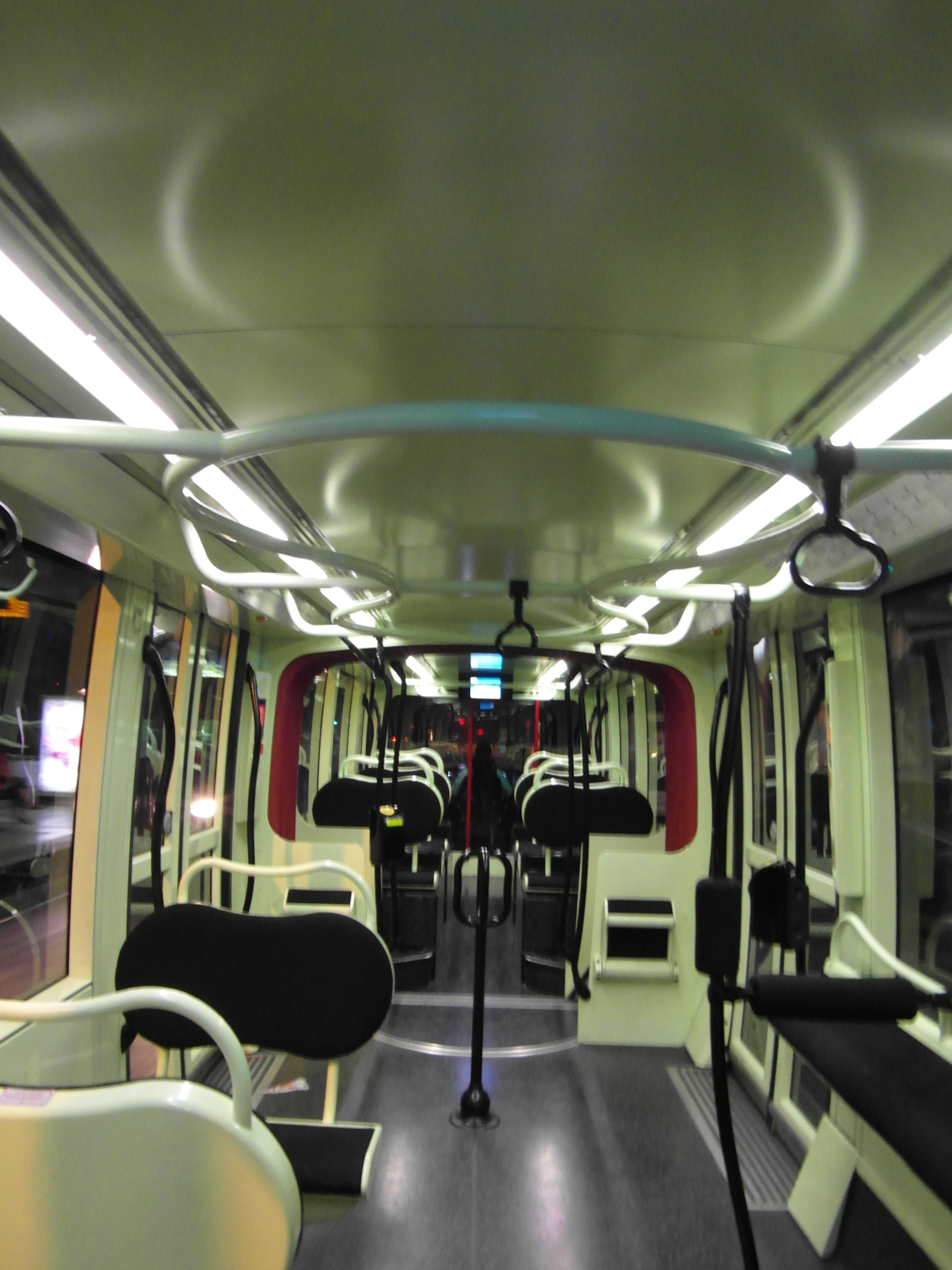
Intérieur d'une rame Citadis 302 de la ligne 4.

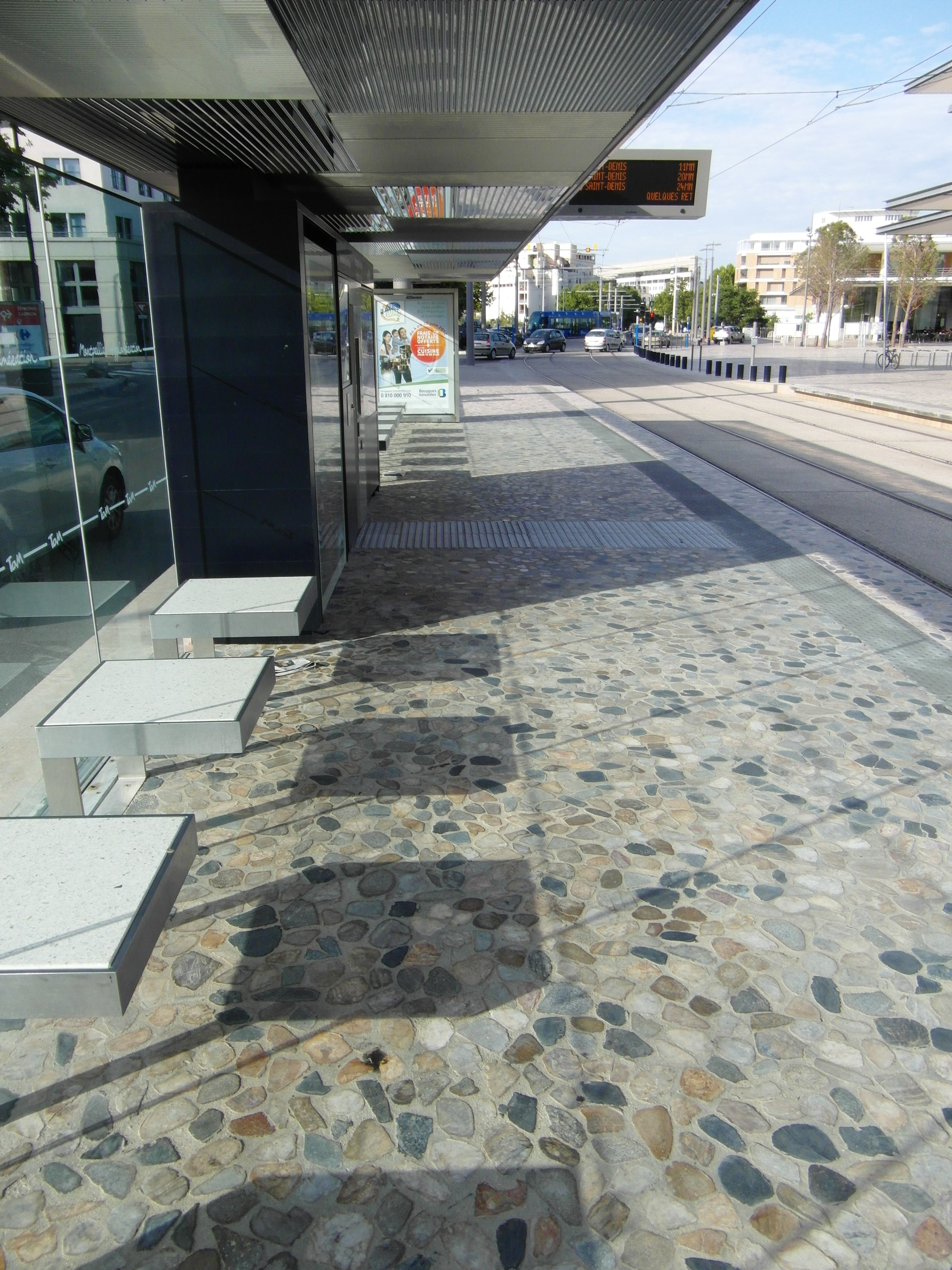
Station de Tramway de la ligne 4.

La ligne 4 du tramway de Montpellier, est une ligne de tramway circulaire permettant de disposer d'une continuité ferrée tout autour du centre-ville de Montpellier.
Elle dessert 18 stations le long de 9,2 kilomètres de tronçon. Une de ses caractéristiques est une correspondance accrue avec le reste du réseau bus et tramway montpelliérain : 7 stations en correspondance avec ligne 1, 4 avec la ligne 2 et 4 avec la ligne 3. Il y a donc 10 stations sur 18 en correspondance avec une autre ligne de tramway. La ligne 4 passe par la boucle du Lez entre Corum et Rives du Lez, la boucle des Prés-d'Arènes et l'ouest de l'Écusson desservant la périphérie du centre-ville. Elle est électrifiée en 750 volts courant continu et se parcourt en 35 minutes. Sa fréquentation est de 30 000 passagers par jour.
Cette ligne étant circulaire, elle est nommée 4a ou 4b selon son sens de circulation (4a dans le sens des aiguilles d'une montre, 4b dans le sens inverse).
Il s'agit de la seule ligne de tramway de la ville dont les annonces sonores sont doublées en occitan.
Certaines rames de la Ligne 4 sont floquées avec un nom de lieu touristique dans la ville de Montpellier, comme le Corum, l'Arc-de-Triomphe ou encore la Fontaine des Trois-Grâces par exemple.

## Tracé
En janvier 2022 la station "Gare Saint-Roch" est renommée "Gare Saint-Roch République"
|  |   |   | Stations                                              | Latitude Longitude                | Communes desservies | Correspondances                                    |
|  | - | - | ----------------------------------------------------- | --------------------------------- | ------------------- | -------------------------------------------------- |
|  | ■ |   | Garcia Lorca                                          | 43° 35′ 28,31″ N, 3° 53′ 26,98″ E | Montpellier         | 8 11 32 631                                        |
|  |   | • | Restanque (Restanca)                                  | 43° 35′ 25,57″ N, 3° 53′ 06,29″ E | Montpellier         |                                                    |
|  |   | • | Saint-Martin (Sant Martin)                            | 43° 35′ 32,6″ N, 3° 52′ 48,76″ E  | Montpellier         |                                                    |
|  |   | • | Nouveau Saint-Roch (Sant Ròc Novèl)                   | 43° 35′ 57,8″ N, 3° 52′ 32,44″ E  | Montpellier         | 2                                                  |
|  |   | • | Rondelet                                              | 43° 36′ 11,16″ N, 3° 52′ 33,83″ E | Montpellier         | 2 11 17 33 38                                      |
|  |   | • | Gare Saint-Roch – République (Gara Sant Ròc)          | 43° 36′ 17,43″ N, 3° 52′ 50,04″ E | Montpellier         | 1 2 3 8 11 17 234280 Grandes lignes, TER Occitanie |
|  |   | • | Observatoire (Observatòri)                            | 43° 36′ 22,88″ N, 3° 52′ 36,46″ E | Montpellier         | 3                                                  |
|  |   | • | Saint Guilhem-Courreau (Sant Guilhem/Corrau)          | 43° 36′ 30,83″ N, 3° 52′ 23,03″ E | Montpellier         |                                                    |
|  |   | • | Peyrou-Arc De Triomphe (Peiron/Arc de Trionfe)        | 43° 36′ 39,95″ N, 3° 52′ 18,89″ E | Montpellier         |                                                    |
|  |   | • | Albert 1er-Cathédrale (Albèrt Primier/Catedrala)      | 43° 36′ 54,27″ N, 3° 52′ 26,23″ E | Montpellier         | 1                                                  |
|  |   | • | Louis Blanc (Lois Blanc)                              | 43° 36′ 53,1″ N, 3° 52′ 41,28″ E  | Montpellier         | 1                                                  |
|  |   | • | Corum (Còrum)                                         | 43° 36′ 51,03″ N, 3° 52′ 54,52″ E | Montpellier         | 1 2                                                |
|  |   | • | Les Aubes (Las Aubas)                                 | 43° 36′ 50,28″ N, 3° 53′ 17,62″ E | Montpellier         | 14                                                 |
|  |   | • | Pompignane (Popinhana)                                | 43° 36′ 45,34″ N, 3° 53′ 41,77″ E | Montpellier         |                                                    |
|  |   | • | Place de l'Europe (Plaça d'Euròpa)                    | 43° 36′ 26,58″ N, 3° 53′ 38,27″ E | Montpellier         | 1 A 14 16 620                                      |
|  |   | • | Rives du Lez (Ribas de Lès)                           | 43° 36′ 15,21″ N, 3° 53′ 41,6″ E  | Montpellier         | 1 3                                                |
|  |   | • | Georges Frêche – Hôtel de Ville (Jòrdi Frêche/Comuna) | 43° 35′ 57,94″ N, 3° 53′ 41,76″ E | Montpellier         | 1 3                                                |
|  | • |   | La Rauze (La Rausa)                                   | 43° 35′ 36,88″ N, 3° 53′ 45,21″ E | Montpellier         |                                                    |

Les stations en gras servent de départ ou de terminus à certaines missions.

## Matériel roulant
Les rames de la ligne 4 sont remisées et entretenues au dépôt La Jeune Parque qui est le dépôt des Transports de l'agglomération de Montpellier, dans le quartier d'activités Garosud. L'accès au dépôt se fait par une voie unique près de la station Sabines de la ligne 2.

La ligne 4 est équipée de 8 rames Citadis 302 d'Alstom en configuration cinq caisses (32,5 mètres) ayant initialement servi sur les lignes 1 et 2. Elles ont été livrées entre le 31 mars 2006 et le 16 février 2007 et sont numérotées de 2031 à 2033 et de 2041 à 2045. Elles sont renforcées périodiquement par les rames 2046 à 2049 servant aussi sur la ligne 2.
L'intérieur et l'extérieur de ces rames a été décoré par le couturier Christian Lacroix, en même temps que les rames de la ligne 3.
| Constructeur       | Modèle           | Nombre           | Numérotation                   | Années delivraison | Longueur         | Nombre de caisses(éléments) | Affectation      |
| Rames mono-ligne   | Rames mono-ligne | Rames mono-ligne | Rames mono-ligne               | Rames mono-ligne   | Rames mono-ligne | Rames mono-ligne            | Rames mono-ligne |
| ------------------ | ---------------- | ---------------- | ------------------------------ | ------------------ | ---------------- | --------------------------- | ---------------- |
| Alstom             | Citadis 302      | 8                | nos 2031 à 2033 et 2041 à 2045 | 2006 - 2007        | 32,5 mètres      | 5                           | 4                |
| Rames multi-lignes |                  |                  |                                |                    |                  |                             |                  |
| Alstom             | Citadis 302      | 4                | 2046 à 2049                    | 2006               | 32,5 mètres      | 5                           | 2 4              |

## Exploitation
En semaine, la première rame commence son service à 4 h 45 et le service se termine à 1 h 30 du lundi au jeudi et 2 h 30 le vendredi. Le samedi, le service commence à 5 h 30 et se termine à 2 h 30. Le dimanche, le service commence à 6 h 20 et se termine à 1 h 30.
La ligne ne fonctionne pas le 1er mai.